# Verso Europa/Ridere di un'ora (Canzone per Carlotta)
Verso Europa/Ridere di un'ora (Canzone per Carlotta) è un singolo del cantautore italiano Pierangelo Bertoli, pubblicato nel 1979.

## Descrizione
I due brani, inediti su LP, vennero poi inseriti nello stesso anno nella raccolta Pierangelo Bertoli.

## Tracce
LATO A
1. Verso Europa (Pierangelo Bertoli; edizioni musicali CGD)

LATO B
1. Ridere di un'ora (Canzone per Carlotta) (testo: Pierangelo Bertoli – musica: Alfonso Borghi; edizioni musicali CGD)